# Lake Placid, New York
Lake Placid este un oraș din comitatul Essex, statul New York, Statele Unite ale Americii. Orașul a fost de două ori gazda Jocurilor Olimpice (Olimpiada de iarnă din 1932 și 1980).

## Date geografice
Lake Placid se află amplasat la altitudinea de 549 m, are o suprafață de 3,9 km² din care 3,6 km² este uscat și avea în anul 2000, 2.638 loc. În apropiere se află două lacuri unde au loc competiții nautice.

## Persoane locale notabile
- John Brown (1800–1859), aboliționist;
- Melvil Dewey⁠(d) (1851–1931), inventator al sitemului Dewey Decimal Classification pentru biblioteci;
- Kate Smith⁠(d) (1907–1986), cântăreț;
- Eric Heiden (născut în 1958), patinator de viteză;
- Andrew Weibrecht (născut în 1986), schior;
- James Tolkan⁠(d) (născut în 1931), actor, locuiește în localitate;
- Lana Del Rey (născut în 1986), cântăreț, a crescut în localitate;
- Caroline "Chuck" Grant (născut în  1989), fotograf , a crescut în Lake Placid